# دامونتاي كازي
دامونتاي تايرون كازي (من مواليد 5 يونيو 1993) هو لاعب كرة قدم أمريكية محترف في مركز الأمان مع فريق كليفلاند براونز في الدوري الوطني لكرة القدم الأمريكية (NFL). اختير من قبل فريق أتلانتا فالكونز في الجولة الخامسة من مسودة دوري كرة القدم الأمريكية لعام 2017. لعب كرة القدم الجامعية في جامعة ولاية سان دييغو.

## بداياته
التحق كازي بجامعة كاجون حيث لعب في مركزي الظهير والركض. في عام 2011، سجل 27 تدخلًا، واعتراضين، وتسبب في فقدان الكرة مرة واحدة، وأربعة هبوطات هجومية، وأربعة هبوطات استقبالية. اختير ثلاث مرات ضمن فريق كل النجوم (CIF).
حصل أيضًا على أحرف في كرة السلة وألعاب القوى.

## المسيرة الجامعية
قبل كازي منحة دراسية لكرة القدم من جامعة ولاية سان دييغو، على خطى شقيقه الأكبر والتر، الذي كان يلعب كظهير هجومي مع فريق أزتيك.
كطالب جديد في السنة الأولى، شارك في 13 مباراة كظهير خلفي احتياطي، وغاب عن المباراة الثامنة ضد جامعة نيو مكسيكو بسبب ارتجاج في المخ. قام بـ 41 تدخلًا (3 منها خسارة)، واعتراض واحد، وكسر تمريرتين، وإسقاط واحد، و4 إجبار على فقدان الكرة (متعادلًا في المركز الرابع في تاريخ الجامعة)، وركلة واحدة محجوبة. قام بـ 4 تدخلات وتدخل واحد ضد جامعة شرق إلينوي. كما قام بـ 6 تدخلات واعتراض واحد ضد جامعة ولاية أوهايو. كما قام بـ 5 تدخلات وإجبار على فقدان الكرة مرة واحدة ضد جامعة ولاية أوريغون.
في سنته الثانية، بدأ جميع المباريات الـ 13 كظهير ركني، محققًا 58 تدخلًا (4 منها خسارة)، و13 تمريرة مفككة (قاد الفريق)، واستعادة كرة مرتدة واحدة، وعرقلة ربع ظهير مرتين. حقق أربع تدخلات (ثلاثة منفردة) و3 تمريرات مفككة ضد جامعة نيفادا لاس فيغاس. كما حقق 5 تدخلات ضد جامعة ولاية فريسنو. وحقق 5 تدخلات و2 تمريرات مفككة ضد جامعة نيو مكسيكو. كما حقق 6 تدخلات و2 تمريرات مفككة واعتراضًا واحدًا ضد جامعة هاواي في مانوا. وحقق 7 تدخلات و1 تمريرة مفككة وضغطًا واحدًا على ربع الظهير ضد جامعة ولاية بويز.
كطالب صغير، بدأ 14 مباراة في مركز الظهير، وجمع 75 تدخلًا (5.5 للخسارة)، و58 تدخلًا منفردًا (قاد الفريق)، و8 اعتراضات (الثاني في تاريخ المدرسة)، و7 تمريرات منفصلة و2 إجبار على فقدان الكرة. كان لديه 3 تدخلات (2 للخسارة) و3 اعتراضات (تعادل في المركز الثاني في تاريخ المدرسة) ضد جامعة سان دييغو. لقد أجرى 7 تدخلات وكسر تمريرة واحدة ضد جامعة كاليفورنيا. كان لديه 11 تدخلًا (10 منفردة)، وكسر تمريرة واحدة وإجبار على فقدان الكرة ضد جامعة جنوب ألاباما. لقد أجرى 8 تدخلات (0.5 للخسارة) ضد جامعة ولاية بنسلفانيا. لقد أجرى 9 تدخلات (واحد للخسارة) واعتراض واحد ضد جامعة ولاية سان خوسيه. كان لديه 7 تدخلات، واعتراض واحد عاد للهبوط وإجبار على فقدان الكرة ضد جامعة ولاية كولورادو.
كطالب كبير، بدأ 14 مباراة في مركز الظهير، مسجلاً 65 تدخلًا (3 للخسارة)، و7 اعتراضات (الرابع في تاريخ المدرسة)، واعتراض واحد عاد للهبوط، و156 ياردة عودة اعتراضية (الثاني في المؤتمر)، و8 تفكك تمريرة واندفاع واحد للوسط. لقد حقق رقمًا قياسيًا في المدرسة لاعتراضات مسيرته المهنية (17) وأصبح أول لاعب في تاريخ المدرسة مع 6 اعتراضات أو أكثر في مواسم متتالية. كان لديه 6 تدخلات، و3 تفكك تمريرة واعتراض واحد ضد جامعة كاليفورنيا. لقد حقق 5 تدخلات، واعتراض واحد واندفاع واحد للوسط ضد جامعة شمال إلينوي. كان لديه 5 تدخلات واعتراض واحد في جامعة ولاية فريسنو. كان لديه 4 تدخلات، واعتراضان (عاد أحدهما للهبوط) واندفاع واحد للوسط ضد جامعة هاواي في مانوا.

## المسيرة المهنية
في 14 نوفمبر 2016، أُعلن أن كازي قبل دعوته للظهور في مباراة سينير بول 2017. في 28 يناير 2017، ظهر في مباراة سينير بول وساعد فريق كليفلاند براونز الرئيسي هيو جاكسون في هزيمة فريق الشمال 16-15. أثار أداؤه العام إعجاب الكشافين ورفع من أسهمه في التجنيد. كان واحدًا من 35 لاعبًا جامعيًا في مركز الظهير الذين تلقوا دعوة إلى NFL Scouting Combine في إنديانابوليس بولاية إنديانا. أجرى غالبية التدريبات المجمعة، لكنه اختار تخطي المكوك القصير وتمرين المخاريط الثلاثة.
في 23 مارس 2017، حضر يوم المحترفين بجامعة ولاية سان دييغو، لكنه اختار الوقوف على أرقامه المجمعة وأجرى تدريبات موضعية، والمكوك القصير، وتمارين المخاريط الثلاثة للكشافين وممثلي الفريق من 29 فريقًا من فرق اتحاد كرة القدم الأميركي حضروا، بما في ذلك منسق الدفاع في فريق لوس أنجلوس تشارجرز جوس برادلي. في ختام عملية ما قبل المسودة، كان من المتوقع أن يكون كازي اختيارًا في الجولة الرابعة أو الخامسة من قبل غالبية خبراء مسودة اتحاد كرة القدم الأميركي والكشافين. تم تصنيفه كأفضل 22 لاعبًا محتملًا في مركز الظهير في المسودة بواسطة NFLDraftScout.com.

### أتلانتا فالكونز

#### 2017
تم اختيار كازي من قبل فريق أتلانتا فالكونز في الجولة الخامسة (149 إجماليًا) من مسودة اتحاد كرة القدم الأميركي لعام 2017. في 9 مايو 2017، وقع فريق فالكونز مع كازي عقدًا لمدة أربع سنوات بقيمة 2.68 مليون دولار مع مكافأة توقيع قدرها 288922 دولارًا.
انضم كازي إلى معسكر التدريب متنافسًا مع برايان بول على مركز الظهير الخلفي الأساسي. اختار المدرب دان كوين نقله إلى مركز الأمان الحر في يوليو، وأظهر كازي أداءً واعدًا طوال معسكر التدريب في دوره الجديد. وتم اختياره كلاعب أمان حر احتياطي لريكاردو ألين في بداية موسم [[2017
```
موسم NFL|2017
```

]]
بدأ كازي مسيرته الاحترافية في الموسم العادي في المباراة الافتتاحية لفريقه فالكونز ضد شيكاغو بيرز، حيث قام بتدخلين فرديين وأجبر على فقدان الكرة في فوزهم بنتيجة 23-17. في 1 أكتوبر 2017، بدأ كازي مسيرته كلاعب أساسي لأول مرة بعد غياب ريكاردو ألين عن اللعب إثر إصابته بارتجاج في المخ في الأسبوع السابق. أنهى كازي خسارة فالكونز بنتيجة 23-17 أمام بافالو بيلز بأعلى عدد من التدخلات المشتركة هذا الموسم (تسع تدخلات) وإجبار على فقدان الكرة. أنهى الموسم بـ 23 تدخلًا مشتركًا (14 منها فردي) وإجبار على فقدان الكرة مرتين في بداية واحدة و16 مباراة.

#### 2018

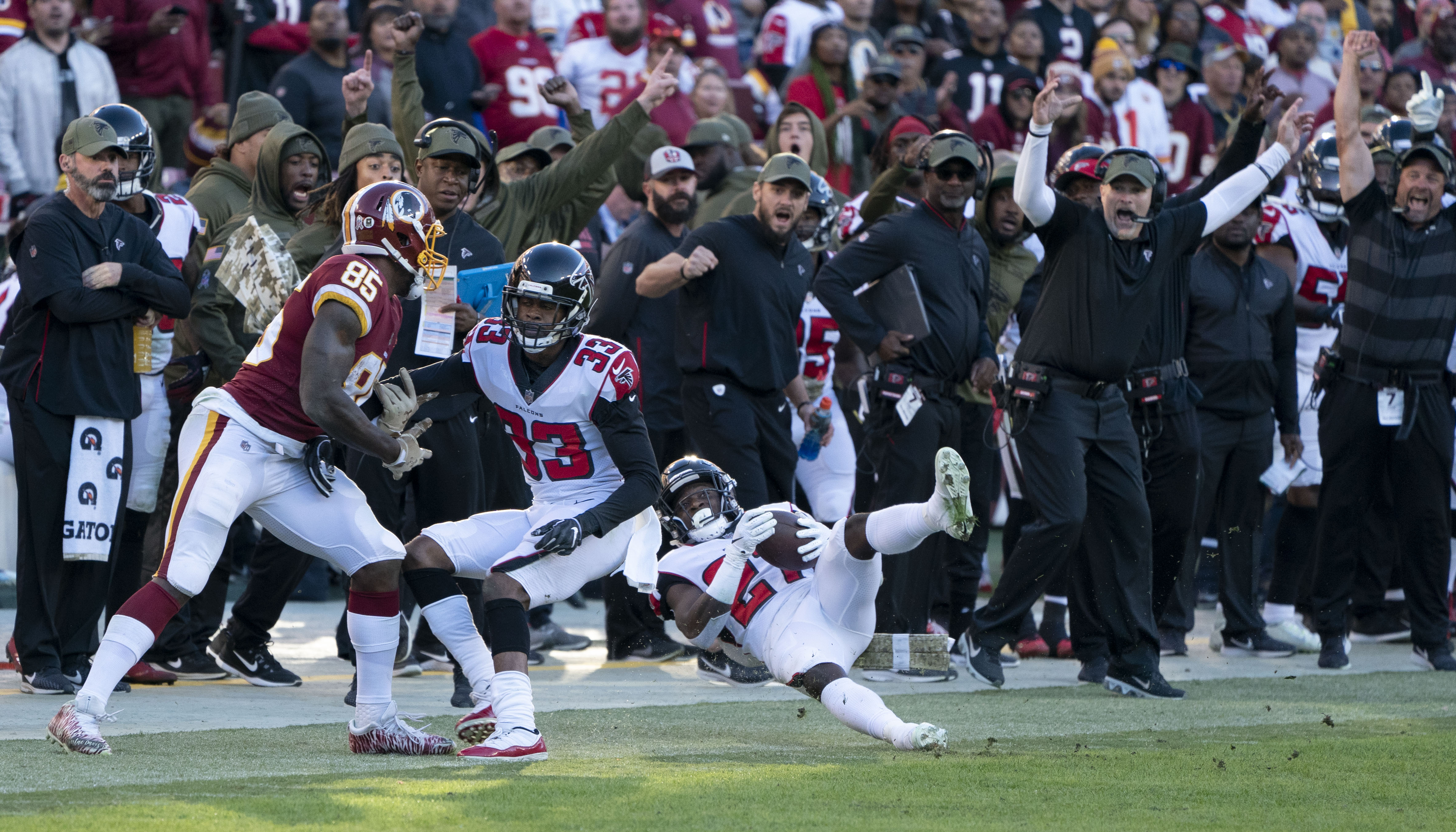
كازي يلتقط اعتراضًا ضد فريق واشنطن ريدسكينز في عام 2018.

دخل كازي موسم 2018 كلاعب أمان قوي احتياطي لكيانو نيل. تم اختياره كلاعب أساسي بعد إصابة نيل التي أنهت موسمه في الأسبوع الأول. خلال الأسبوع الثاني ضد فريق كارولينا بانثرز، طُرد كازي لقيامه بضربة خوذة على كام نيوتن. فاز فريق فالكونز بنتيجة 31-24. في الأسبوع الثالث، سجل أعلى مستوى له هذا الموسم وهو 10 تدخلات مشتركة. أنهى كازي موسم 2018 في المركز الثالث في الفريق برصيد 82 تدخلًا مشتركًا، وتعادل في صدارة الدوري بسبع اعتراضات مع كايل فولر وزافين هوارد.

#### 2019
في الأسبوع الحادي عشر ضد فريق كارولينا بانثرز، سجل كازي أول اعتراض له في الموسم من تمريرة ألقاها كايل ألين في الفوز 29-3. في الأسبوع الرابع عشر ضد فريق بانثرز، أجبر كازي على ارتكاب خطأ على جهاز الاستقبال الواسع جريج دورتش أثناء عودة ركلة البداية والتي استعادها الركل يونغهو كو وسجل اعتراضين آخرين من التمريرات التي ألقاها كايل ألين خلال الفوز 40-20. أنهى كازي موسم 2019 بـ 74 تدخلًا مشتركًا وثلاث اعتراضات وخطأ إجباري واحد.

#### 2020
في الأسبوع الرابع من موسم دوري كرة القدم الأمريكية لعام 2020 ضد فريق غرين باي باكرز، تعرض كازي لتمزق في وتر أخيل، منهيًا موسمه. أنهى الموسم بـ 20 تدخلًا وإجبارًا واحدًا على فقدان الكرة. وُضع على قائمة المصابين في 7 أكتوبر 2020. أنهى مسيرته مع فريق فالكونز بـ 199 تدخلًا و10 اعتراضات و13 تمريرة منفصلة و5 تمريرات إجبارية.

### دالاس كاوبويز
في 29 مارس 2021، وقع كازي كلاعب حر مع فريق دالاس كاوبويز، ليلتقي مجددًا مع منسق الدفاع دان كوين، الذي كان مدربه الرئيسي مع فريق فالكونز. وتمكن من التعافي من إصابة أخيل وبدأ المشاركة في أنشطة الفريق المنظمة. ظهر في 17 مباراة مع 15 بداية في السلامة الحرة، حيث قام بـ 54 تدخلًا دفاعيًا، واعتراضين، وتمريرتين دفاعيتين، وإجبار الكرة على التعثر مرتين، وتدخلين خاصين. كما بدأ أيضًا في مباراة التصفيات ضد فريق سان فرانسيسكو 49ers، حيث جمع 9 تدخلات.

### بيتسبرغ ستيلرز
في 3 مايو 2022، وقع كازي عقدًا لمدة عام واحد مع فريق بيتسبرغ ستيلرز. عانى من كسر في الساعد في فترة ما قبل الموسم وتم وضعه على قائمة المصابين في 1 سبتمبر 2022. تم إيقافه لمدة ثلاث مباريات لانتهاكه سياسة تعاطي المخدرات في اتحاد كرة القدم الأميركي في 21 سبتمبر 2022. تم تفعيله في 10 نوفمبر. ظهر في 9 مباريات مع 4 بدايات (اثنتان بسبب الإصابة واثنتان في حزمة الأمان الثلاثة)، بينما سجل 19 تدخلًا واعتراضين وتمريرتين دفاعيتين.
في 14 مارس 2023، وقع كازي على تمديد عقد لمدة عامين مع فريق ستيلرز.
خلال مباراة الأسبوع 15 ضد فريق إنديانابوليس كولتس، طُرد كازي من المباراة في الربع الثاني بسبب ضربه لرأس مايكل بيتمان جونيور، مستقبل فريق كولتس، بينما كان بيتمان يحاول الإمساك بالكرة، مما أدى إلى ركلة جزاء بمسافة 15 ياردة واستبعاد بيتمان من بقية المباراة بسبب ارتجاج في المخ. في 18 ديسمبر، أعلن اتحاد كرة القدم الأميركي أنه سيتم إيقاف كازي عن اللعب لبقية موسم 2023. بعد تقديم استئناف، أيد اتحاد كرة القدم الأميركي قرار الإيقاف ولكنه سيسمح لكازي باللعب في التصفيات النهائية لفريق ستيلرز في حال تأهلهم.

### كليفلاند براونز
في 12 مايو 2025، وقع كازي مع كليفلاند براونز.

## الحياة الشخصية
في 19 أكتوبر 2021، تم القبض على كازي واتهامه بالقيادة تحت تأثير الكحول بعد أن تم إيقافه بسبب مخالفة مرورية في كولوني، تكساس.

## إحصائيات مسيرته في دوري كرة القدم الأمريكية
| أسطورة | أسطورة          |
| ------ | --------------- |
|        | قاد الدوري      |
| عريض   | أعلى مستوى مهني |

### الموسم العادي
| سنة        | فريق       | ألعاب    | ألعاب | التدخلات | التدخلات | التدخلات | التدخلات | التدخلات           | اعتراضات | اعتراضات | اعتراضات | اعتراضات | اعتراضات             | اعتراضات | تعثرات | تعثرات   | تعثرات | تعثرات |
| سنة        | فريق       | طبيب عام | جي اس | سي ام بي | منفرد    | أست      | سك       | هيئة النقل في لندن | بي دي    | إنت      | ياردة    | متوسط    | الغاز الطبيعي المسال | تي دي    | اف اف  | الفرنسية | ياردة  | تي دي  |
| ---------- | ---------- | -------- | ----- | -------- | -------- | -------- | -------- | ------------------ | -------- | -------- | -------- | -------- | -------------------- | -------- | ------ | -------- | ------ | ------ |
| 2017       | أتلانتا    | 16       | 1     | 23       | 14       | 9        | 0.0      | 0                  | 0        | 0        | 0        | 0.0      | 0                    | 0        | 2      | 0        | 0      | 0      |
| 2018       | أتلانتا    | 16       | 15    | 82       | 60       | 22       | 0.0      | 1                  | 10       | 7        | 54       | 7.7      | 33                   | 0        | 1      | 0        | 0      | 0      |
| 2019       | أتلانتا    | 16       | 14    | 74       | 46       | 28       | 0.0      | 2                  | 3        | 3        | 53       | 17.7     | 22                   | 0        | 1      | 0        | 0      | 0      |
| 2020       | أتلانتا    | 4        | 4     | 20       | 17       | 3        | 0.0      | 0                  | 0        | 0        | 0        | 0.0      | 0                    | 0        | 1      | 0        | 0      | 0      |
| 2021       | دال        | 17       | 15    | 52       | 35       | 17       | 0.0      | 0                  | 4        | 2        | 8        | 4.0      | 8                    | 0        | 2      | 0        | 0      | 0      |
| 2022       | حفرة       | 9        | 4     | 20       | 11       | 9        | 0.0      | 0                  | 2        | 2        | 14       | 7.0      | 12                   | 0        | 0      | 0        | 0      | 0      |
| 2023       | حفرة       | 14       | 9     | 61       | 46       | 15       | 0.0      | 0                  | 3        | 2        | 37       | 18.5     | 30                   | 0        | 0      | 2        | 1      | 0      |
| حياة مهنية | حياة مهنية | 92       | 62    | 332      | 229      | 103      | 0.0      | 3                  | 22       | 16       | 166      | 10.4     | 33                   | 0        | 7      | 2        | 1      | 0      |

## روابط خارجية
- Damontae Kazee على موقع مرجع كرة القدم المحترفة.كوم (الإنجليزية)